# Complexly
Complexly LLC är ett amerikanskt företag. Företagets verkställande direktörer är Hank och John Green. Företaget hette från början EcoGeek LLC och skapades runt en blogg som Hank Green drev om miljöteknik.

## Videoproduktioner

### Crash Course
Crash Course är en bildande och utbildande youtubekanal som lär ut grunderna i olika ämnen såsom världshistoria, biologi, filosofi och kemi.

### SciShow
SciShow är en serie kanaler som alla är vetenskapsrelaterade och till för att lära en saker och väcka nyfikenhet. Kanaler under namnet SciShow är: SciShow, Scishow Space, SciShow Psych och SciShow Kids.

### The Art Assignment
The Art Assignment är en konstfokuserad youtubekanal som började med att ge dess tittare olika konstuppdrag (assignemnts) men som nu handlar mer om konst i allmänhet. Värd är Sarah Green och ibland även John Green. The Art Assignemnt är en samproduktion med PBS Digital studios.

### Healthcare Triage
Healthcare Triage är en show om sjukvård och hälsa som besvarar frågor och förklarar saker inom dessa områden. Värd är Dr. Aaron Carroll.

### The Financial Diet
The Financial Diet ger tips och information kring hushållsekonomi.

### Eons
Eons är en show som är gjord i samarbete med PBS Digital studios som handlar om som pratar om livets historia på jorden.

### Mental Floss Video
Mental Floss Video görs med magasinet Mental Floss och ger olika fakta om allt från historia till populärkultur.

### Sexplanations
Sexplanations är en videoserie som förklarar olika saker rörande sex och sexualitet. Värd är Dr. Lindsey Doe.

### Animal Wonders
Animal Wondersär en show kring hjälporganisation "Animal Wonders" som räddar djur och ger dem ett tryggt hem.

### Nature League
Nature League utforskar varje månad en ny del av naturen.

### Complexly
Complexly är en kanal som företaget släppte där de gör allt från att dela med sig av spellistor om olika ämnen till att prova pilotavsnitt för nya shower.

## Ljudproduktioner

### Dear Hank & John
Dear Hank & John är en podcast som kommer ut varje vecka där bröderna Hank Green och John Green svarar på frågor och ger råd till sina lyssnare. Podcasten görs i samarbete med WNYC Studios.

### The Anthropocene Reviewed
The Anthropocene Reviewed är en podcast av John Green som görs i samarbete med WNYC Studios. Den kommer ut en gång i månaden och premissen är att Green pratar om två olika ämnen rörande Antropocen varefter han ger dessa fenomen ett betyg från ett till fem.

### SciShow Tangents
SciShow Tangents (tidigare Holy Fucking Science)  är en podcast som görs av teamet bakom SciShow där de en gång i veckan samlas och pratar om vetenskap och fakta.